# Кастриоти (футбольный клуб)
«Кастриоти» (алб. KS Kastrioti Krujë) — албанский футбольный клуб из города Круя, выступающий в Суперлиге Албании. Основан в 1926 году, затем на некоторое время был распущен, и вновь воссоздан в 1949 году. Домашние матчи проводит на стадионе «Кастриоти», вмещающем 8000 зрителей. Лучшим результатом клуба в Суперлиге Албании является 5-е место в сезоне 2011/12.

## Основные даты в истории клуба
- 1926 — первое основание клуба под именем «Кастриоти Круя»
- 1949 — воссоздание клуба после роспуска под именем «Круя»
- 1951 — переименование клуба в «Пуна Круя»
- 1958 — переименование клуба в «Кастриоти»
- 1990 — дебют в Суперлиге Албании